# Джексон, Джорджина Фредерика
Джорджина Фредерика Джексон (англ. Georgina Frederica Jackson, 31 марта 1824, Эвертон — 16 октября 1895, Честер) — английская писательницаи школьная учительница, составившая глоссарий шропширского диалекта.

## Ранние годы
Джорджина Фредерика Джексон родилась 31 марта 1824 года в Эвертоне, Ливерпуль. Она была пятым ребёнком Уильяма Джексона, торговца вином, и Дороти Комбербек. Её отец был родом из Шропшира, и к 1833 или 1834 году семья переехала в сельскую местность среднего Шропшира.
К 1851 году Джексон преподавала рисование в Честере, чтобы поддержать свою овдовевшую мать. Она росла по карьерной лестнице и со временем возглавила школу для юных леди.

## Диалектологическая работа
В 1870 году, руководя школой, она составила список слов шропширского диалекта, которые она помнила из детства. Друг убедил её расширить объём этой работы. Каникулы она проводила, путешествуя по округу, собирая слова, а по вечерам писала. Эти «диалектные туры» были предшественниками современных методов сбора устных корпусов. К 1873 году она накопила 3000 слов. Она пользовалась советами Уолтера Уильяма Скита и Александра Джона Эллиса, двух ведущих филологов Великобритании. Скит рекомендовал ей записывать местоположение каждого слова и использовать глоссические символы Эллиса. Следующие четыре года она провела, пересматривая свои ранние работы, основываясь на их советах.
В 1877 году Джексон была вынуждена отменить запланированный тур по юго-восточному Шропширу из-за болезни.
В 1878 году Королевский литературный фонд предоставил Джексон грант в размере 100 фунтов стерлингов на подготовку её работы к публикации. Словарь Шропшира (англ. Shropshire Word-Book), включая грамматику, был опубликован в трёх частях с 1879 по 1881 год издательством Trubner and Co.
Джексон передала свои записи о фольклоре Шропшира своей подруге Шарлотте Бёрн. Бёрн отредактировала их, и они были опубликованы в 1883 году, с признанием роли Джексон в их создании.

## Дальнейшая жизнь
В 1880 году Джексон получила пенсию по гражданскому списку, что позволило ей уйти с преподавательской деятельности. Плохое здоровье, помешавшее её последнему турне в 1877 году, в итоге привело к тому, что последние годы она провела почти полностью прикованной к постели. Тем не менее, она продолжила работу над диалектами, вызвавшись помочь со Словарём диалектов английского языка (англ. English Dialect Dictionary), который во многом основывался на её работе.
Джексон умерла 16 октября 1895 года в Честере и была похоронена на местном кладбище.